# Onocolus simoni
Onocolus simoni là một loài nhện trong họ Thomisidae.
Loài này thuộc chi Onocolus. Onocolus simoni được Cândido Firmino de Mello-Leitão miêu tả năm 1915.